# گویکو کاچار
گویکو کاچار (صربی: Gojko Kačar؛ زادهٔ ۲۶ ژانویهٔ ۱۹۸۷) یک بازیکن فوتبال اهل صربستان است.

## تیم ملی
وی همچنین در تیم ملی فوتبال صربستان بازی کرده است.